# Mahamat Déby Itno
Mahamat ibn Idriss Déby Itno (in arabo محمود بن إدريس ديبي إتنو‎?; N'Djamena, 4 aprile 1984) è un generale e politico ciadiano.

## Biografia
Figlio del presidente del Ciad Idriss Déby, in precedenza è stato il secondo in comando delle forze armate per l'Intervento del Ciad nel nord del Mali (FATIM).
A seguito della morte del padre in battaglia, è diventato il Presidente del Consiglio militare di transizione del Ciad, de facto il presidente ad interim del Ciad.
La sua nomina è stata oggetto di critiche poiché non era prevista dalla costituzione ciadiana, che stabilisce che in caso di morte del capo dello Stato a subentrargli sia il presidente del parlamento (Haroun Kabadi).
Il 10 ottobre 2022 viene proclamato Presidente del Ciad ad interim, venendo eletto per un regolare mandato alle successive elezioni presidenziali del maggio 2024.